# (2638) Gadolin
(2638) Gadolin es un asteroide perteneciente al cinturón de asteroides, descubierto el 19 de septiembre de 1939 por Yrjö Väisälä desde el Observatorio de Iso-Heikkilä, en Turku, Finlandia.

## Designación y nombre
Designado provisionalmente como 1939 S.G. Fue nombrado Gadolin en honor al físico sueco y teólogo Jakob Gadolin y a su hijo Johan Gadolin, químico.